# Abbaye de Pielenhofen
L'abbaye de Pielenhofen est une ancienne abbaye cistercienne située à Pielenhofen, dans le Land de Bavière, dans le diocèse de Ratisbonne.

## Histoire
L'abbaye de sœurs cisterciennes est fondée en 1240 par les seigneurs de Hohenfels et d'Ehrenfels. En 1542, durant la Réforme, le couvent dans le duché de Palatinat-Neubourg est remis à une administration laïque. En 1655, elle est classée comme un grand prieuré affilié à l'abbaye de Kaisheim. Dans le cadre de la sécularisation en Bavière, l'abbaye est dissoute en 1803, l'église abbatiale devient une église paroissiale. En 1806, les Carmélites de Munich et de Neubourg-sur-le-Danube redonnent une vie collective au lieu. En 1838, les Visitandines achètent le monastère et fondent une institution pour jeunes filles. De 1981 à 2013, l'école primaire de Pielenhofen est avec le Regensburger Domspatzen. En 2010, les sœurs quittent Pielenhofen, car elles ne sont plus assez nombreuses. Les cinq dernières sœurs partent pour l'abbaye de Zangberg (de). En 2013, les bâtiments du monastère sont vendus à la Herder-Schule. Il reçoit une Realschule et une Fachoberschule (école professionnelle).

## Architecture

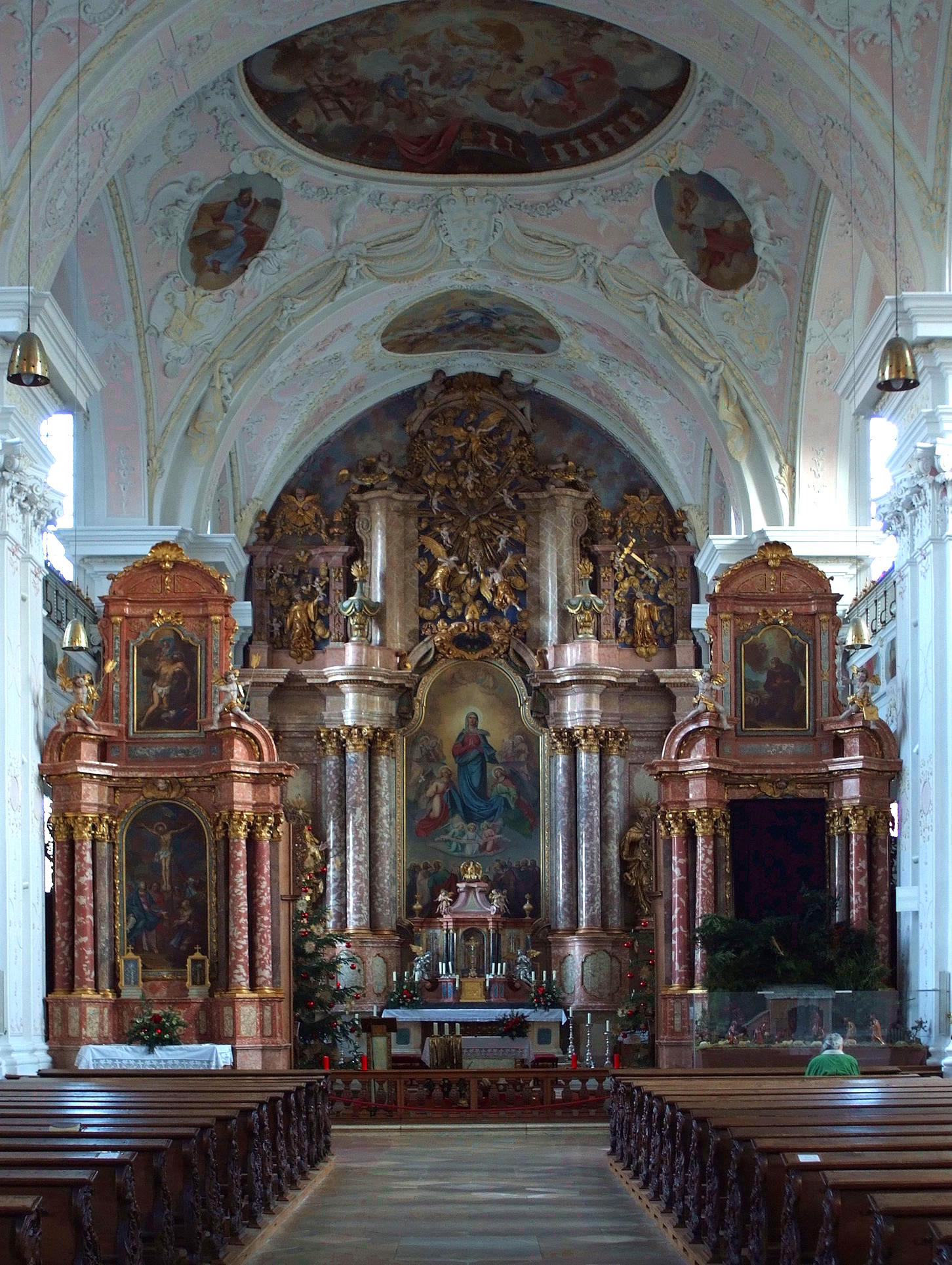
Autel de l'église abbatiale de Pielenhofen

L'église baroque a deux clochers de trois étages, deux bas-côtés et un transept, qui sont couverts d'une coupole. À l'intérieur se trouve un autel baroque tardif avec huit colonnes. Les peintures au plafond représentant la Trinité sont de Jacob Carl Stauder. Les douze apôtres représentés par Johann Gebhard (de) viennent de l'abbaye de Prüfening.